# Carlos Mendes (chanteur)
Pour les articles homonymes, voir Carlos Mendes et Mendes.
Carlos Mendes (né Carlos Eduardo Teixeira Mendes le 23 mai 1947 à Lisbonne) est un auteur-compositeur-interprète portugais.
Il est notamment connu pour avoir représenté le Portugal au Concours Eurovision de la chanson à deux reprises : en 1968 avec la chanson Verão et en 1972 avec la chanson A festa da vida (en),.